# السوسه
السوسه (به عربی: السوسة‎) شهری واقع در منطقه ابوکمال در استان دیرالزور است و زمانی در تصاحب گروه تروریستی داعش بود. براساس سرشماری سال ۲۰۰۴ جمعیت این شهر ۸٬۷۹۷ نفر بوده‌است.

## آب و هوا
| داده‌های اقلیم السوسه    | داده‌های اقلیم السوسه | داده‌های اقلیم السوسه | داده‌های اقلیم السوسه | داده‌های اقلیم السوسه | داده‌های اقلیم السوسه | داده‌های اقلیم السوسه | داده‌های اقلیم السوسه | داده‌های اقلیم السوسه | داده‌های اقلیم السوسه | داده‌های اقلیم السوسه | داده‌های اقلیم السوسه | داده‌های اقلیم السوسه | داده‌های اقلیم السوسه |
| ماه                     | ژانویه               | فوریه                | مارس                 | آوریل                | مه                   | ژوئن                 | ژوئیه                | اوت                  | سپتامبر              | اکتبر                | نوامبر               | دسامبر               | سال                  |
| ----------------------- | -------------------- | -------------------- | -------------------- | -------------------- | -------------------- | -------------------- | -------------------- | -------------------- | -------------------- | -------------------- | -------------------- | -------------------- | -------------------- |
| میانگین بیش‌ترین °C (°F) | ۱۳٫۸ (۵۷)            | ۱۶٫۷ (۶۲)            | ۲۱٫۱ (۷۰)            | ۲۶٫۶ (۸۰)            | ۳۲٫۵ (۹۱)            | ۳۸٫۱ (۱۰۱)           | ۴۰٫۵ (۱۰۵)           | ۴۰٫۵ (۱۰۵)           | ۳۶٫۳ (۹۷)            | ۳۰٫۲ (۸۶)            | ۲۲٫۰ (۷۲)            | ۱۵٫۷ (۶۰)            | ۲۷٫۸۳ (۸۲٫۲)         |
| میانگین کم‌ترین °C (°F)  | ۲٫۶ (۳۷)             | ۳٫۹ (۳۹)             | ۶٫۹ (۴۴)             | ۱۱٫۸ (۵۳)            | ۱۶٫۶ (۶۲)            | ۲۱٫۱ (۷۰)            | ۲۳٫۵ (۷۴)            | ۲۳٫۳ (۷۴)            | ۱۸٫۷ (۶۶)            | ۱۳٫۸ (۵۷)            | ۷٫۵ (۴۶)             | ۳٫۷ (۳۹)             | ۱۲٫۷۸ (۵۵٫۱)         |
| بارندگی میلی‌متر (اینچ)  | ۲۵ (۰٫۹۸)            | ۱۶ (۰٫۶۳)            | ۱۵ (۰٫۵۹)            | ۱۹ (۰٫۷۵)            | ۷ (۰٫۲۸)             | ۰ (۰)                | ۰ (۰)                | ۰ (۰)                | ۰ (۰)                | ۶ (۰٫۲۴)             | ۹ (۰٫۳۵)             | ۲۱ (۰٫۸۳)            | ۱۱۸ (۴٫۶۵)           |
| منبع: Climate Data      |                      |                      |                      |                      |                      |                      |                      |                      |                      |                      |                      |                      |                      |

## دولت اسلامی عراق و شام
السوسه یکی از آخرین منابع داعش در سوریه بود. در ۱۵ ژانویه ۲۰۱۹ نیروهای دموکراتیک سوریه شهر را به‌طور کامل تصرف کردند.